# 岑溪縣
岑溪縣，中国旧县名。岑溪縣境有西瀧山，山上小溪稱岑水，水往下流，波濤澎湃，水聲如雷。唐朝时以岑水之名，置岑溪縣。
至德二年（757年），改龍城縣為岑溪縣，乾元元年(758年)，復置南義州。乾元二年(759年)，撤銷安義、義城兩縣，其地併入岑溪縣。南義州統轄岑溪、永業、連城等縣，均在今岑溪境。五代十國，今岑溪地先同楚國，後屬南漢國，仍稱岑溪、永業、連城等縣。
北宋開寶六年（973年），撤銷永業、連城兩縣，其地併入岑溪縣，屬南義州。熙寧四年（1071年），撤銷南義州，岑溪縣改屬藤州。元朝，岑溪縣仍屬藤州。明朝洪武十年(1377年)，改藤州為藤縣之後，岑溪縣改屬梧州府。清朝时，岑溪縣屬梧州府。民國時代，岑溪縣先屬蒼梧道，後屬梧州區。
中華人民共和國成立後，仍稱岑溪縣。一九五一年行政區域調整時，將藤縣所屬的糯垌、海法、三堡、坡塘四鄉劃撥岑溪縣，現在岑溪縣政府駐岑城鎮。1995年，升为岑溪市。